# Slaget ved Vorskla (1399)
Slaget ved Vorskla var et stort slag nær Poltava i det nuværende Ukraine den 12. august 1399, som blev udkæmpet af tatarerne, under ledelse af Edigu og Temur Qutlugh, mod Toktamisjs og storfyrst Vytautas af Litauens hære. Slaget endte med en overvældende sejr til tatarerne.

## Baggrund
I slutningen af 1380 blev forholdet mellem Toktamisj, khan af Den Gyldne Horde, og hans tidligere allierede, Timur Lenk, i stigende grad anspændt. I 1395, efter at have tabt en krig mod Timur blev Toktamisj afsat af khan Temur Qutlugh og emir Edigu, støttet af Timur. Toktamisj flygtede til storfyrstendømmet Litauen og anmodede Vytautas om hjælp til at generobre Den Gyldne Horde for til gengæld at opgive suverænitet over rutenske landområder. Denne udvikling var i harmoni med Vytautas' ambitioner om at udvide sin kontrol over disse områder. I overleveret tekst (iarlyk) viser at Toktamisj tidligere, i 1393, havde anmodet om polsk-litauiske bistand.

## Vytautas' felttog
Vytautas samlede en stor hær, som bestod af litauere, rutenere, russere, polakker, moldavere, og valakere. For at opnå støtte fra den Tyske Orden, underskrev Vytautas Salynastraktaten, der overdrog Žemaitija til ordenen. Vytautas svigersøn, Vasilij I af Moskva, som var tatarisk vasal, deltog ikke i koalitionen. Koalitionsstyrken gennemførte tre felttog mod tatarerne i 1397, 1398, og 1399. Det første felttog nåede Sortehavet og Krim. Vytautas tog flere tusinde fanger uden megen modstand. Halvdelen af disse fanger blev bosat nær Trakai og fik ret til at praktisere deres religion. Deres efterkommere, Lipka-tatarer og Krim-karaitter (Karaims), er i dag fortsat bosat i Trakai og Vilnius.
I 1398 drog Vytautas' hær fra Dnepr og angreb det nordlige Krim, og nåede så langt mod øst som Don.. For at styrke sin position, byggede Vytautas en borg ved Dneprs munding. Inspireret af succeserne erklærede Vytautas "korstog mod tatarerne" og modtog i maj 1399 velsignelse fra pave Bonifacius IX. Den pavelige velsignelse til korstoget var en vigtigt politisk sejr for Litauen, der først var konverteret til kristendommen i 1387 og havde været mål for hundredårige korstog. Felttoget blev organiseret fra Kiev. I 1399 flyttedes Vytautas' hær igen tilbage til Dnepr-floden. Den 5. august stødte hæren ind i tatarerne ved Vorsklafloden lige nord for Poltava, næsten samme sted som slaget ved Poltava i 1709.

## Slaget
Da de to hære mødtes foreslog Temur Qutlugh en tredages våbenhvile, så begge parter kunne forberede deres styrker. Det var et trick for at vinde tid, til Edigus forstærkninger nåede frem. Vytautas planlagde at bygge et stort vognfort, for at stoppe angribende ryttere, og derefter destruere dem med kanoner og artilleri. Vytautas' hær var godt udrustet, men færre i antal. Imidlertid simulerede Temur Qutlugh en retræte (en velafprøvet Tatar taktik) og Vytautas forlod sit vognfort for at forfølge ham. Da de litauiske styrker var tilstrækkeligt langt væk fra vognfortet, dukkede Edigus styrker op bagfra og omringede den litauiske hær. På dette tidspunkt besluttede Toktamisj at slaget var tabt, og flygtede fra slaget med sine mænd. Tartarerne brugte derefter deres artilleri til at ødelægge det litauiske kavaleri og indtage litauernes vognfort.

## Efterspil
Vytautas undslap knapt i live, og mange fyrster fra hans familie, blandt andet fætrene Demetriusz I Starszy, Ivan af Trubtsjevsk og Andrei af Polotsk og hans allierede, blandt andet Stefan I af Moldavien og to af hans brødre, døde i slaget. Det anslås, at omkring 90 fyrster kæmpede under Vytautas fane og at omkring 74 af dem blev dræbt. De sejrende tatarer belejrede Kiev, som betalte løsesum. Tatarer plyndrede så langt mod vest som Lutsk, i forfølgelsen af Toktamisj, der tilbragte de næste syv eller otte år i skjul, og blev myrdet i 1407 eller 1408.
Vytautas' nederlag ved Vorskla forhindrede effektivt litauiske udvidelser i det sydlige Rutenien. Litauen tabte samtidigt adgangen til Sortehavet, idet tatarerne generobrede den sydlige steppe hele vejen til Moldavien. Områderne blev ikke generobret før Krim-khanatet brød med Den Gyldne Horde 42 år senere. Efter slaget gjorde George af Smolensk oprør mod Litauen og Smolensk blev ikke generobret før fem år senere. Novgorod og Pskov gjorde også oprør mod det litauiske styre og tvang Vytautas ind i en krig mod storfyrstendømmet Moskva.
Vytautas blev tvunget til at opgive sine planer om at bryde Krevo-unionen og allierede sig igen med sin fætter, konge af Polen, Jogaila. Den polsk-litauiske personalunion blev bekræftet i Vilnius og Radom unionen. Vytautas ændrede samtidigt sine planer om ekspansion mod syd til ekspansion øst, mod storfyrstendømmet Moskva, og ekspansion mod vest, mod Den Tyske Orden. Der spekuleres over at Vytautas lærte den iscenesatte retræte-taktik under slaget, og med held anvendte den i slaget ved Grunwald i 1410, et af de største slag i middelalderens Europa og et afgørende nederlag for den Tyske Orden.